# Le Roi de la science-diction

Le Roi de la science-diction est le 10e album de la série Achille Talon de Greg et un recueil de gags du personnage éponyme. L'album est paru en juillet 1974 chez Dargaud,.

## Résumé
L'album, comme tous les premiers de la série, ne présente pas une histoire complète mais est un recueil de planches publiées au début des les années 1970 dans Pilote.
Outre les habituels problèmes de voisinages, le tome traite du journal Polite (où travaille Talon), de questions écologiques ou encore de démarchage à domicile,.

## Jeu de mots politique
Le 444e gag de Talon (qui apparaît dans cet album) s'appelle "Va, laid, ris, ici ne gisent qu'arrhes, destin !", jeu de mots avec le nom du président français de l'époque.

## Citations
- Excusez moi si je m'immisce, mais au cas où les forces de l'ordre pourraient fournir un arbitrage optimistement impartial, je suis là... Donc vous alterquâtes... (intervention d'un agent de police lors d'une bagarre entre Talon et Lefuneste)[1]